# Тричі у часі
«Тричі у часі» англ. (Thrice Upon A Time) — науково-фантастичний роман британського письменника Джеймса П. Хоґана, вперше опублікований у 1980 році. На відміну від більшості інших історій про подорожі в часі, «Тричі у часі» розглядає наслідки надсилання повідомлень у минуле та/або отримання повідомлень із майбутнього, а не надсилання фізичних об'єктів у часі.

## Сюжет
У грудні 2009 року Мердок Росс і його друг Лі Френсіс Вокер відвідують діда Мердока, сера Чарльза Росса, в його замку в Сторбенноні, Шотландія. Сер Чарльз є лауреатом Нобелівської премії за свою роботу в галузі фізики елементарних частинок, а саме за виділення вільних кварків.
У цьому романі, коли нуклон розпадається на три кварки, перші два кварки з'являються відразу, а третій кварк з'являється на кілька мільйонних часток «йоктосекунди» пізніше. Широко визнана теорія полягає в тому, що початковий розпад створює два кварки, а також третю невідому частинку, яку називають «квазоном». Згодом він перетворюється на третій кварк.
Сер Чарльз пропонує інше та радикальне пояснення: усі три кварки створюються одночасно, але перші два «поширюються назад у часі». Чарльз називає енергію, яка дозволила поширюватися в часі, «тау-хвилями». Незважаючи на те, що його теорія, здавалося б, обґрунтована і послідовна, фізики його часу відмовляються прийняти її через суперечливість деяким фізичним законам збереження. Потім сер Чарльз усамітнюється в замку своєї родини в Шотландії, щоб продовжити там дослідження. В замку йому вдається побудувати машину часу, здатну надсилати повідомлення в майбутнє та минуле.
Коли приходять двоє молодих людей, сер Чарльз веде їх до підвалу, де вони бачать машину. Коли вони заходять до підвалу, комп'ютер, підключений до машини, видає дані на аркуші паперу, який сер Чарльз ховає від інших чоловіків. Він просить Мердока ввести в комп'ютер випадкове повідомлення з шести символів. Сер Чарльз активує свою машину і передає повідомлення на хвилину назад у часі. Нарешті, він показує роздрукований раніше папір, і Мердок і Лі вражені: роздруківка містить точно такі ж випадкові символи, які набрав Мердок, і вони були надруковані до того, як Мердок їх набрав.
Коли Мердок і Лі подолали свій початковий подив, вони вирішують поекспериментувати з машиною. Мердок намагається обдурити машину, щоб створити парадокс причинності, навмисно отримуючи повідомлення з майбутнього, а не надсилаючи повідомлення назад у належний час. Раптом вся система починає працювати дивно, видаючи численні повідомленням з усього десятихвилинного діапазону роботи машини. Потім гості різко вимикають автомат і йдуть.
Перебуваючи на вулиці, Мердок і Лі говорять про наслідки існування машини та про те, як просторово-часовий континуум може дозволити подорожувати в часі, не створюючи парадоксу. Вони формулюють теорії, подібні до інтерпретації багатьох світів, і зрештою вирішують, що жодна з теорій, які вони обговорюють, не відповідає їхнім попереднім спостереженням.
Наступного дня прибуває Тед Картленд, друг Чарльза і колишній офіцер Королівських ВПС, щоб оглянути машину, до створення якої він долучався. Вони повторюють експеримент, і Тед теж спантеличений. Проте у Теда є задум як перевірити чи це не шахрайство. Він пише комп'ютерну програму, щоб повторити те, що зробив Мердок напередодні, але усунути з експерименту людський фактор.
Машина видає несподіване повідомлення, в якому експериментаторам повідомляється  про розбиття скляної банки. Лі згодом випадково ледь не зіштовхнув банку з полиці. Однак дослідники не можуть зв'язатися зі своїми майбутніми «я» за допомогою розбитої банки, оскільки їхні майбутні версії, що бачили розбиту банку, очевидно, більше не існують. Сер Чарльз вирішує, що, відправивши повідомлення назад, копії себе в майбутньому змінили своє минуле і, таким чином, були стерті з існування. Змінена часова лінія з нерозбитою банкою перезаписувала стару, подібно до запису старої телепрограми на відеоплівку. Таким чином причинність була збережена. Страх бути стертими лякає дослідників, і тому вони швидко вимикають машину.
З часом вони розробляють експериментальний протокол і встановлюють автоматизовані тести, щоб отримати більше інформації про фізику машини. Машину оновлено, щоб забезпечити більшу пропускну здатність даних і часовий діапазон приблизно 24 години. Мердок також зустрічає молоду жінку на ім'я Енн Паттерсон, коли вона спотикається об кошеня сера Чарльза, коли вона ходила за покупками в Кінгуссі.
Вони відразу закохуються. Пізніше з'ясовується, що вона фізикиня на місці будівництва нового термоядерного реактора в Бергхеді. Елізабет Мюр, ще одна близька подруга сера Чарльза, також працює там, і він запрошує її до свого замку, щоб залучити до вивчення можливостей машини часу.

### Бергхед і чорні діри
(Вигаданий) Європейський термоядерний консорціум (ЄТК) замовив великий термоядерний термоядерний реактор у Бергхеді, щоб конкурувати з технологіями, розташованими в Сполучених Штатах і Радянському Союзі. Колосальна енергія, отримана від термоядерного синтезу, буде дуже дешевою. Інші розробники використовували технологію інерційного утримання, а ЄТК вирішила використовувати іонні пучки.
У цей час Мердок і Лі мають змогу оглянути будівництво у Бергхеді завдяки Елізабет, яка є там головним фізиком, а Мердок зав'язує стосунки з Енн. Одного дня, коли реактор ще перебував на стадії тестування виробництва електроенергії, його зупинили, виявивши ерозію в камері термоядерного синтезу. За два дні до цього команда в Сторбанноні зазнала очевидного збою в роботі машини часу, причому Лі стверджував, що збій стався через втручання ззовні.
Потім їхня машина часу раптово відновлює роботу, і вони вирішують ігнорувати проблему. Невдовзі після інциденту в усьому світі почали відбуватися дивні події: з'явилися так звані "жукослони", які свердлять крихітні, довгі, прямі отвори в безлічі об'єктів, від людських тіл до дзеркал телескопів.
Нарешті команда з'ясовує причину ерозії на заводі в Бергхеді, втручання в роботу машини та появи "жуків": повторні тести термоядерного синтезу на заводі протягом двох днів утворили близько двох мільйонів мікроскопічних чорних дір, потік яких пройшов через підвал заводу та зосередився навколо ядра Землі. Оскільки чорні діри знищували матерію, вони випромінювали тау-хвилі та викликали перешкоди ще до випробувань реактора. Хоча стандартна теорія стверджувала, що чорні діри не можуть утворюватися через відносно низький тиск, створюваний у реакторі, і маленькі чорні діри все одно не можуть довго існувати, вона не враховувала існування тау-хвиль та їхній вплив.
Під час вечері з Мердоком та Енн у Лі раптово починаються судоми, і він непритомніє. Його везуть до місцевої лікарні, а потім переводять до спеціального підрозділу, створеного для боротьби зі спалахом нової хвороби, який, вочевидь, зачепив його та ще кількох людей у Бергхеді.
Поки решта команди відсутня, Мердок виявляє, що машина ось-ось буде завалена перешкодами і незабаром може стати непридатною для використання. Він вирішує взяти справу в свої руки і передати повідомлення далеко в минуле, щоб виправити ситуацію. Щоб обійти 24-годинний ліміт машини, він просить Енн, яка навчилася програмувати машинний код у своєму університеті, написати програму, яка б постійно посилала сама себе назад у часі, доки не досягне бажаної дати. Енн погоджується, попри на свої глибокі побоювання. Їм вдається надіслати повідомлення, знаючи, що їх буде скинуто до нової часової лінії, і що там все може бути іншим.
Вони самі в минулому отримують повідомлення і негайно реагують на нього. У них немає іншого вибору, окрім як розповісти збентеженому керівному комітету Бергхеда про свої знахідки, зокрема про існування своєї машини часу. Після проведення необхідних досліджень термоядерний реактор зупинено на невизначений термін. І хоча ні Мердок, ні Енн цього не знають, потік тау-частинок, що супроводжував повідомлення, порушив делікатні квантові ймовірності. Вона не спіткнулася об кошеня, тому не почала стосунки з Мердоком.

### Центуріон
У новій часовій лінії чутка про машину часу поширюється до штаб-квартири ЄТК у Брюсселі та інших місць. Одного разу Лі захворів у замку й раптово знепритомнів. Як лікар, Енн зв'язується з Мердоком, якого немає, і припускає, що Лі піддався новому спалаху хвороби, очевидно, версії розсіяного склерозу, яка прогресує набагато швидше, кілька тижнів, а не років, до смерті.
Мердок тисне на Енн, щоб вона надала більше інформації про хворобу, яка, схоже, засекречена. Енн також багато чого не знає. Проте Мердок дізнається, що для розслідування спалаху з Лондона прибув видатний медичний фахівець, сер Джайлз Феннімор. Він довідується, що хвороба якимось чином пов'язана із західним узбережжям Сполучених Штатів, де Лі проживав у вересні 2009 року, і його підозри зростають.
Тед і Елізабет допомагають Мердоку провести розслідування. Після допиту Ральфа Кортні, керівника закладу в Бергхеді, і випадкової зустрічі Теда з молодим пілотом Королівських ВПС, вони зрештою дізналися (Тед багато про що знав зі свого попереднього досвіду Королівських ВПС), що англо-американська унія бажала створити передову лабораторію для потенційно небезпечних досліджень вірусів, генетичних маніпуляцій тощо. Природно, що цей проєкт викликав широку полеміку через побоювання громадськості щодо несправності захисної оболонки та забруднення, і врешті-решт був скасований. Проте запропоновані можливі наукові досягнення були просто надто великими, щоб пропустити їх. Таким чином, був створений і запущений у відкритий космос супутник QX-37, який нібито був астрономічною обсерваторією QX-37 таємно продовжив експерименти.
У серпні 2009 року супутник пройшов прямо крізь шлях метеорного потоку Персеїди, і в нього врізався метеор. Він розпався в атмосфері Землі. Після розпаду та невдачі, щоб запобігти громадській паніці, вся робота була суворо засекречена та отримала кодову назву Центуріон. І знову, перевершуючи всі шанси, єдиний мутантний штам розсіяного склерозу виживає на своєму шляху назад на Землю та заражає все населення Західного узбережжя з інкубаційним періодом у дев'ять місяців. Саме в цей час Лі був інфікований, оскільки в той час він був на Західному узбережжі.
Західне узбережжя Сполучених Штатів є одним із найбільш густонаселених районів на планеті, і незабаром тисячі людей починають повідомляти про симптоми, їх госпіталізують. Новий штам отримав назву omnisclerosis Californians. У Каліфорнії оголошено про створення вакцини та розпочато щеплення. Однак його припиняють після того, як 811 людей, які пройшли лікування, помирають від неврологічних розладів, спричинених однією з бракованих партій вакцини. Незважаючи на те, що вакцина здебільшого спрацювала, представники громадськості більше не довірятимуть їй, і тепер у них немає жодного захисту від вірусу.
Члени команди вирішують зв'язатися з Феннімором через міністра передових технологій і науки Грема Катрі. Хоча спочатку він налаштований скептично, після демонстрації машини часу він переконався в її роботі. Вони пропонують пілотний тест: замість того, щоб змінювати багатомісячну історію, вони пропонують скинути події, що призвели до невдач із вакциною, яка завдала Феннімору багато страждань п'ять днів тому. Катрі неохоче погоджується. Його просять підготувати вичерпний документ із детальним описом виробничої проблеми з додатковими заходами, вжитими для забезпечення його достовірності.
У новій часовій лінії бракована партія вакцини відкликається, а 811 смертей не відбувається. Феннімор стає представником команди, переконуючи світові уряди вжити заходів проти епідемії. Вирішено, що інформація, необхідна для виробництва та розповсюдження вакцини, буде надіслана на кілька місяців назад, а також про інші поточні події, щоб допомогти самими собі у минулому прийняти кращі рішення.

### Епілог
Повідомлення надіслано в 16 січня 2010 року з 28 липня 2010 року, незабаром після отримання повідомлення про чорні діри. Повідомлення розбивається на дві частини: заголовок, який оголошує повідомлення, а потім тіло повідомлення, яке надходить через годину, щоб дозволити команді підключити до комп'ютера більше пам'яті та сповна обробити інформацію.
Того самого дня, у цій третій ітерації часової лінії, Мердок і Лі вирушають за покупками в Кінгуссі, і якась молода жінка на ім'я Енн спотикається об кошеня сера Чарльза… Звідси й назва оповідання «Тричі у часі».

## Теми
- Параліч парадигми. Деякі вчені сліпо вірять у сучасні знання і дуже вороже ставляться до сценаріїв «що-якщо». Історія в книзі є цікавою паралеллю до фактичної суперечки 2008 року навколо безпеки зіткнень частинок на Великому адронному колайдері .
- Скептицизм. Майже всі поза колом найближчих знайомих Чарльза спочатку скептично поставилися до винаходу Чарльза, незважаючи на демонстрацію в прямому ефірі, дехто дійшов навіть до звинувачень у шахрайстві або порівняння з Урі Геллером.
- Бюрократія. Команді складно контактувати з будь-якими високопосадовцями, навіть у складних ситуаціях. Це ускладнюється тим фактом, що більшість із цих чиновників скептично ставляться до існування машини часу та не хочуть, щоб їхній час був витрачений даремно.
- Політика. Політики та уряди неохоче довіряють один одному та співпрацюють, навіть у надзвичайно важливих питаннях. Коли прем'єр-міністр чує про машину, він негайно розглядає її оборонні наслідки, а не її застосування для покращення світу.
- Секретність і довіра. Уряди, які стоять за проектом Центуріон, засекречують всю інформацію та суворо обмежують її розповсюдження, навіть таким людям, як Мердок і Чарльз, які могли б запропонувати допомогу. Народ також не вірить владі; достатньо однієї неякісної партії ліків, щоб люди могли уникнути рятівної вакцини проти омнісклерозу.
- Любов і доля. Незалежно від того, наскільки суттєво скидається шкала часу, Мердок незмінно закінчується тим, що зустрічає Енн і закохується в неї. Це означає, що любов перевершує навіть час, і що вони природним чином призначені одне для одного.

## Рецензії
Грег Костікян написав рецензію на «Тричі у часі» в журналі Ares Magazine № 3 і прокоментував, що «„Тричі у часі“, незважаючи на свої недоліки — книга, багата на ідеї».

## Відгуки
- Огляд Боба Мекоя (1980) у Future Life, серпень 1980[2]
- Огляд Тома Істона (1980) у Analog Science Fiction/Science Fact, жовтень 1980 р.
- Рецензія Джина ДеВіза (1980) у журналі Science Fiction Review, зима 1980 року

## Реальний світ
У березні 2011 року було опубліковано статтю, яка пропонує теорію, дуже подібну до тієї, що лежить в основі сюжету цього роману, і безпосередньо пов'язану з Великим адронним колайдером, згаданим вище, але використовує синглет Гіґґса (супутник бозона Хіггса), щоб перенести інформацію в минуле.